# Palkaslaki
Palkaslaki är en kulle i Finland.   Den ligger i den ekonomiska regionen  Fjäll-Lappland  och landskapet Lappland, i den norra delen av landet, 800 km norr om huvudstaden Helsingfors. Toppen på Palkaslaki är 299 meter över havet.
Terrängen runt Palkaslaki är platt norrut, men söderut är den kuperad.  Trakten runt Palkaslaki är nära nog obefolkad, med mindre än två invånare per kvadratkilometer.